# Hester Shaw
Hester Shaw, também conhecida como Hester Natsworthy, é a heroína da serie fantástica Mortal Engines Quartet, escrita pelo autor britânico Philip Reeve.

## História e a vida
Hester Shaw recebeu o título de Oak Island.

## Aparições na mídia

### Filme
No filme Mortal Engines, uma adaptação do primeiro livro. Hester é interpretada pela Hera Hilmar.